# Francisco Javier Camacho Vázquez
Francisco Javier Camacho Vázquez (5 de noviembre de 1992, Durango, Durango, México) es un futbolista mexicano que juega como mediocampista y actualmente se encuentra sin equipo.

## Trayectoria

### Alacranes de Durango
En el 2011 se da su llegada a los Alacranes de Durango. Jugó su primer partido con el equipo el 21 de agosto ante Cachorros León empezando como titular y completando el encuentro que terminó con victoria para su equipo por marcador de 0-1.

## Estadísticas
| Alacranes de Durango · México                           | 3ª            | 2011-12       | 24  | 1  | - | - | - | - | 24  | 1  |
| Alacranes de Durango · México                           | 3ª            | 2012-13       | 35  | 5  | - | - | - | - | 35  | 5  |
| Alacranes de Durango · México                           | 3ª            | 2013-14       | 33  | 4  | - | - | - | - | 33  | 4  |
| Alacranes de Durango · México                           | 3ª            | 2015-16       | 26  | 4  | - | - | - | - | 26  | 4  |
| Alacranes de Durango · México                           | 3ª            | 2016-17       | 29  | 7  | - | - | - | - | 29  | 7  |
| Alacranes de Durango · México                           | Total club    | Total club    | 147 | 21 | - | - | - | - | 147 | 21 |
| Loros de Colima · México                                | 3ª            | 2014-15       | 22  | 1  | - | - | - | - | 22  | 1  |
| Loros de Colima · México                                | Total club    | Total club    | 22  | 1  | - | - | - | - | 22  | 1  |
| Total carrera                                           | Total carrera | Total carrera | 169 | 22 | 0 | 0 | 0 | 0 | 169 | 22 |
| (1)Incluye datos de la Copa México. (2)Incluye datos de |               |               |     |    |   |   |   |   |     |    |